# Aureliano Torres
Aureliano Torres, född 16 juni 1982, är en paraguayansk fotbollsspelare. Han spelar närvarande för den paraguayanska klubben 12 de Octubre.
Torres ursprungliga position är vänstermittfältare, men han har gjort sig ordinarie som vänsterback.
Aureliano var med i Paraguays herrlandslag i fotboll OS-trupp 2004 som tog silver.
Han var även med i Paraguays trupp i Copa América 2004 och 2007.